# پیر مندس فرانس
پیر مندس فرنس (فرانسوی: Pierre Mendès France‎؛ زادهٔ ۱۱ ژانویه ۱۹۰۷ – درگذشتهٔ ۱۸ اکتبر ۱۹۸۲) یک سیاست‌مدار اهل فرانسه بود.